# Walid Ali Osman
Walid Ali Osman (tiếng Ả Rập: وليد عصمان) (sinh ngày 28 tháng 2 năm 1977 ở Libya) là một hậu vệ bóng đá người Libya hiện tại thi đấu cho Al-Ittihad. Anh là thành viên của Đội tuyển bóng đá quốc gia Libya.